# Oleksandr Martynenko
Oleksandr Martynenko (Oekraïens: Олександр Мартиненко) (Donetsk, 22 juli 1989) is een Oekraïens voormalig wielrenner en baanwielrenner.

## Carrière
In 2006 werd hij op de baan wereldkampioen puntenkoers bij de junioren. Zijn beste resultaat bij de beloften was een vierde plaats op het Europees kampioenschap in 2010. In 2011 boekte Martynenko twee etappezeges in de GP van Adygea en won hij de Grote Prijs van Moskou.

## Overwinningen
2011
2e en 5e etappe GP van Adygea
Grote Prijs van Moskou